# Gary Kelly
Gary Kelly (Drogheda, 9 juli 1974) is een voormalig Iers profvoetballer die speelde als verdediger. Hij kwam zijn gehele profloopbaan uit voor Leeds United, en zette in 2007 een punt achter zijn carrière. Met Leeds won hij in 1992 de Engelse landstitel.

## Interlandcarrière
Kelly speelde in totaal 52 interlands (twee doelpunten) voor Ierland. Onder leiding van de legendarische bondscoach Jack Charlton maakte hij zijn debuut op 23 maart 1994 in de vriendschappelijke thuiswedstrijd tegen Rusland (0-0) in Dublin, net als Phil Babb (Coventry City) en Jason McAteer (Bolton Wanderers). Hij nam met zijn vaderland tweemaal deel aan de WK-eindronde: 1994 en 2002.
| Interlands van Gary Kelly voor Ierland | Interlands van Gary Kelly voor Ierland | Interlands van Gary Kelly voor Ierland | Interlands van Gary Kelly voor Ierland | Interlands van Gary Kelly voor Ierland | Interlands van Gary Kelly voor Ierland |
| №                                      | Datum                                  | Wedstrijd                              | Uitslag                                | Competitie                             | Goals                                  |
| Als speler van Leeds United AFC        | Als speler van Leeds United AFC        | Als speler van Leeds United AFC        | Als speler van Leeds United AFC        | Als speler van Leeds United AFC        | Als speler van Leeds United AFC        |
| -------------------------------------- | -------------------------------------- | -------------------------------------- | -------------------------------------- | -------------------------------------- | -------------------------------------- |
| 1                                      | 23.03.1994                             | Ierland – Rusland                      | 0 – 0                                  | Oefeninterland                         |                                        |
| 2                                      | 20.04.1994                             | Nederland – Ierland                    | 0 – 1                                  | Oefeninterland                         |                                        |
| 3                                      | 24.05.1994                             | Ierland – Bolivia                      | 1 – 0                                  | Oefeninterland                         |                                        |
| 4                                      | 28.05.1994                             | Duitsland – Ierland                    | 0 – 2                                  | Oefeninterland                         | Goal                                   |
| 5                                      | 05.06.1994                             | Ierland – Tsjechië                     | 1 – 3                                  | Oefeninterland                         |                                        |
| 6                                      | 28.06.1994                             | Ierland – Noorwegen                    | 0 – 0                                  | WK-eindronde                           |                                        |
| 7                                      | 04.07.1994                             | Nederland – Ierland                    | 2 – 0                                  | WK-eindronde                           |                                        |
| 8                                      | 07.09.1994                             | Letland – Ierland                      | 0 – 3                                  | EK-kwalificatie                        |                                        |
| 9                                      | 12.10.1994                             | Ierland – Liechtenstein                | 4 – 0                                  | EK-kwalificatie                        |                                        |
| 10                                     | 16.11.1994                             | Noord-Ierland – Ierland                | 0 – 4                                  | EK-kwalificatie                        |                                        |
| 11                                     | 29.03.1995                             | Ierland – Noord-Ierland                | 1 – 1                                  | EK-kwalificatie                        |                                        |
| 12                                     | 26.04.1995                             | Ierland – Portugal                     | 1 – 0                                  | EK-kwalificatie                        |                                        |
| 13                                     | 03.06.1995                             | Liechtenstein – Ierland                | 0 – 0                                  | EK-kwalificatie                        |                                        |
| 14                                     | 11.06.1995                             | Ierland – Oostenrijk                   | 1 – 3                                  | EK-kwalificatie                        |                                        |
| 15                                     | 06.09.1995                             | Oostenrijk – Ierland                   | 3 – 1                                  | EK-kwalificatie                        |                                        |
| 16                                     | 11.10.1995                             | Ierland – Letland                      | 2 – 1                                  | EK-kwalificatie                        |                                        |
| 17                                     | 15.11.1995                             | Portugal – Ierland                     | 3 – 0                                  | EK-kwalificatie                        |                                        |
| 18                                     | 13 Dec 1995                            | Nederland – Ierland                    | 2 – 0                                  | EK-kwalificatie                        |                                        |
| 19                                     | 11.02.1997                             | Wales – Ierland                        | 0 – 0                                  | Oefeninterland                         |                                        |
| 20                                     | 30.04.1997                             | Roemenië – Ierland                     | 1 – 0                                  | WK-kwalificatie                        |                                        |
| 21                                     | 21.05.1997                             | Ierland – Liechtenstein                | 5 – 0                                  | WK-kwalificatie                        |                                        |
| 22                                     | 06.09.1997                             | IJsland – Ierland                      | 2 – 4                                  | WK-kwalificatie                        |                                        |
| 23                                     | 10.09.1997                             | Litouwen – Ierland                     | 1 – 2                                  | WK-kwalificatie                        |                                        |
| 24                                     | 29.10.1997                             | Ierland – België                       | 1 – 1                                  | WK-kwalificatie                        |                                        |
| 25                                     | 15.11.1997                             | België – Ierland                       | 2 – 1                                  | WK-kwalificatie                        |                                        |
| 26                                     | 25.03.1998                             | Tsjechië – Ierland                     | 2 – 1                                  | Oefeninterland                         |                                        |
| 27                                     | 22.04.1998                             | Ierland – Argentinië                   | 0 – 2                                  | Oefeninterland                         |                                        |
| 28                                     | 23.05.1998                             | Ierland – Mexico                       | 0 – 0                                  | Oefeninterland                         | Aanvoerder                             |
| 29                                     | 04.09.1999                             | Kroatië – Ierland                      | 1 – 0                                  | EK-kwalificatie                        |                                        |
| 30                                     | 09.10.1999                             | Macedonië – Ierland                    | 1 – 1                                  | EK-kwalificatie                        |                                        |
| 31                                     | 23.02.2000                             | Ierland – Tsjechië                     | 3 – 2                                  | Oefeninterland                         |                                        |
| 32                                     | 02.09.2000                             | Nederland – Ierland                    | 2 – 2                                  | WK-kwalificatie                        |                                        |
| 33                                     | 15.11.2000                             | Ierland – Finland                      | 3 – 0                                  | Oefeninterland                         |                                        |
| 34                                     | 24.03.2001                             | Cyprus – Ierland                       | 0 – 4                                  | WK-kwalificatie                        | Goal                                   |
| 35                                     | 28.03.2001                             | Andorra – Ierland                      | 0 – 3                                  | WK-kwalificatie                        |                                        |
| 36                                     | 25.04.2001                             | Ierland – Andorra                      | 3 – 1                                  | WK-kwalificatie                        |                                        |
| 37                                     | 02.06.2001                             | Ierland – Portugal                     | 1 – 1                                  | WK-kwalificatie                        |                                        |
| 38                                     | 06.06.2001                             | Estland – Ierland                      | 0 – 2                                  | WK-kwalificatie                        |                                        |
| 39                                     | 15.08.2001                             | Ierland – Kroatië                      | 2 – 2                                  | Oefeninterland                         |                                        |
| 40                                     | 01.09.2001                             | Ierland – Nederland                    | 1 – 0                                  | WK-kwalificatie                        |                                        |
| 41                                     | 10.11.2001                             | Ierland – Iran                         | 2 – 0                                  | WK-kwalificatie                        |                                        |
| 42                                     | 15.11.2001                             | Iran – Ierland                         | 1 – 0                                  | WK-kwalificatie                        |                                        |
| 43                                     | 13.02.2002                             | Ierland – Rusland                      | 2 – 0                                  | Oefeninterland                         |                                        |
| 44                                     | 27.03.2002                             | Ierland – Denemarken                   | 3 – 0                                  | Oefeninterland                         |                                        |
| 45                                     | 17.04.2002                             | Ierland – Verenigde Staten             | 2 – 1                                  | Oefeninterland                         |                                        |
| 46                                     | 16.05.2002                             | Ierland – Nigeria                      | 1 – 2                                  | Oefeninterland                         |                                        |
| 47                                     | 01.06.2002                             | Ierland – Kameroen                     | 1 – 1                                  | WK-eindronde                           |                                        |
| 48                                     | 05.06.2002                             | Duitsland – Ierland                    | 1 – 1                                  | WK-eindronde                           |                                        |
| 49                                     | 11.06.2002                             | Saoedi-Arabië – Ierland                | 0 – 3                                  | WK-eindronde                           |                                        |
| 50                                     | 16.06.2002                             | Spanje – Ierland                       | 1 – 1                                  | WK-eindronde                           |                                        |
| 51                                     | 21.08.2002                             | Finland – Ierland                      | 0 – 3                                  | Oefeninterland                         |                                        |
| 52                                     | 16.10.2002                             | Ierland – Zwitserland                  | 1 – 2                                  | EK-kwalificatie                        |                                        |